# David Suazo
David Suazo   (San Pedro Sula, 5 de novembre de 1979) és un exfutbolista hondureny de la dècada de 2000.
Fou 57 cops internacional amb la selecció d'Hondures.
Pel que fa a clubs, destacà a Cagliari i Internazionale.
L'any 2018 fou entrenador a Brescia.